# نام نیک
نام نیک روستایی در دهستان رضوان بخش کالپوش شهرستان میامی استان سمنان ایران می باشد؛ نژاد ترک تبار و زبان آنها ترکی خراسانی است .

## جمعیت
بر پایه سرشماری عمومی نفوس و مسکن در سال ۱۳۹۵ جمعیت این روستا ۳٬۱۳۸ نفر (۹۷۷خانوار) بوده‌است.

## جغرافیا
روستای نام نیک؛ روستایی سرسبز واقع در منطقه کالپوش می‌باشد که زبان محلی مردم این روستا ترکی می‌باشد که طبق تحقیقات انجام شده این روستا از امکاناتی برخوردار می‌باشد از جمله مرکز بهداشت و سالن ورزشی و بانک و پست بانک و دارای معادن کشف نشده زیادی می‌باشد و همچنین از آبهای زیر زمینی فوق‌العاده بالایی برخوردار است که مقداری از آبهای آن به سد واقع در روستای حسین‌آباد می‌ریزد و آب آن را تأمین می‌کند.

## مناطق گردشگری
روستای نام نیک به دلیل واقع شدن در مرز بین سمنان و استان گلستان روستایی سرسبز و زیبا می‌باشد که دارای مناطق زیبا و منحصر به فرد می‌باشد یکی از منطقه‌های گردشگری و همیشه شلوغ آن آبشار ضوو(زو) می‌باشد که دارای ۲۲طبقه به صورت پلکانی می‌باشد که در ابتدای ورود به این آبشار یک پارک جنگلی همراه با آلاچیق و آب‌بندهایی است. از دیگر مناطق گردشگری آن امامزاده خواجه  ابراهیم  وقنبر(ازنوادگان امام صادق) که در بلندترین نقطهٔ روستا قرار گرفته و از منظرهٔ بسیار زیبایی برخوردار است ک در بالای آن غار سم وغار نیک قرار دارد و چند مکان بسیار زیبا در راه این مکان  است به نام لته‌ها؛ درازلته؛ گول گول‌ها و بره پوزان که دارای جنگ‌های قدیمی درختان بسیار زیبا قرار دارد که بهترین مکان برای گذراندن اوقات فراغت و تفریح است و مکان تفریحی دیگری که قشقلطه نام دارد که عده‌ای آن را به جنگل گردو می‌خوانند و منطقه دیگر سردار بیک است که در آن مکان یک چشمهٔ بسیار بزرگ است که آن چشمه را به نام جن له چشمه می‌شناسند و دارای جنگلی پر از درختان گردو است و البته سالانه جشنواره دشت شقایق کالپوش نیز در آنجا برگزار می‌شود که مردم از سراسر ایران در این جشن شرکت می‌کند. منبع: تاریخ کالپوش